# Література Індії
Переломне для Індії XX сторіччя породило багату літературну спадщину (Банкімчандра Чаттопадхай). Класиками не тільки індійської, але і світової літератури стали письменник Премчанд та Рабіндранат Тагор — поет та письменник, що писав на мові бенгалі, лауреат Нобелівської премії з літератури 1913 року. Їхні твори відображали прагнення індійського народу до національного та соціального визволення. До соратників Тагора належав Біхарілал Чакраборті.
В цей же час розвивається драматургія на інших, окрім гінді, мовах Індії: ассамський (Хемчандра Баруа, Падманатх Баруа), гуджараті (Нармадашанкар Даве), маратхі (Аннасахеб Кірлоскар, Вінаяк Кіртане, Лакшманшастрі Халбе).
Соціальні виклики, що постали перед незалежною Індією, породили літературу, яка описувала нелегке життя трудового народу країни, складну долю особистості у несправедливих соціальних реаліях (Сарвешвар Даял Саксена, Кедарнатх Сінґх, Шрікант Варма, Раґхувір Сахай, Камалешвар, Г'янранжан, Ганг Прасад Вімал, Лалітамбіка Антарджанам). Також проявляються ліричні мотиви (Магадеві Варма).
Українському читачеві відомі глибоко соціальні твори індійських письменників Нагарджуна, Рамеша Бакші, Бгішама Сахні, Крішана Чандара.